# Ваља Лешулуј (Салаж)
Ваља Лешулуј (рум. Valea Leșului) насеље је у Румунији у округу Салаж у општини Лозна. Oпштина се налази на надморској висини од 206 m.

## Становништво
Према подацима из 2002. године у насељу је живело 86 становника, од којих су сви румунске националности.